# Marc Bircham
Marc Stephan John Bircham (Wembley, 11 mei 1979) is een voormalig Canadees voetballer die gedurende zijn carrière uitkwam voor Millwall FC, Queens Park Rangers en Yeovil Town. Tegenwoordig is hij werkzaam als jeugdtrainer bij Queen Park Rangers.

## Clubcarrière
Bircham kwam tijdens zinn carrière zes seizoenen lang uit voor Millwall FC voor hij in 2002 de overstap maakte naar Queens Park Rangers. Bij zijn nieuwe club wist Bircham uit te groeien tot een echte publiekslieveling. Ondanks zijn populariteit maakte hij in 2007 de overstap naar Yeovil Town. Nadat hij last had van voortdurende enkelblessures maakte hij in 2009 de beslissing om te stoppen met voetballen.

## Interlandcarrière
Ondanks het feit dat Bircham werd geboren in Engeland, was hij inzetbaar voor Canada omdat een van zijn grootouders uit Canada afkomstig is. Hij maakte zijn debuut voor het Noord-Amerikaanse land op 27 april 1999 in de vriendschappelijke wedstrijd tegen Noord-Ierland onder leiding van bondscoach Holger Osieck. Hij kwam het veld in voor Davide Xausa en maakte in die wedstrijd ook zijn eerste doelpunt voor zijn vaderland. In totaal kwam hij zeventien keer uit voor Canada.
| Interlands van Marc Bircham voor Canada | Interlands van Marc Bircham voor Canada | Interlands van Marc Bircham voor Canada | Interlands van Marc Bircham voor Canada | Interlands van Marc Bircham voor Canada | Interlands van Marc Bircham voor Canada |
| №                                       | Datum                                   | Wedstrijd                               | Uitslag                                 | Competitie                              | Goals                                   |
| --------------------------------------- | --------------------------------------- | --------------------------------------- | --------------------------------------- | --------------------------------------- | --------------------------------------- |
| 1                                       | 27.04.1999                              | Noord-Ierland – Canada                  | 1 – 1                                   | Vriendschappelijk                       | Goal                                    |
| 2                                       | 29.05.1999                              | Canada – Guatemala                      | 1 – 0                                   | Vriendschappelijk                       | 0                                       |
| 3                                       | 02.06.1999                              | Canada – Guatemala                      | 2 – 0                                   | Canada Cup                              | 0                                       |
| 4                                       | 04.06.1999                              | Canada – Iran                           | 0 – 1                                   | Canada Cup                              | 0                                       |
| 5                                       | 06.06.1999                              | Canada – Ecuador                        | 1 – 2                                   | Canada Cup                              | 0                                       |
| 6                                       | 09.07.1999                              | Saoedi-Arabië – Canada                  | 2 – 0                                   | Vriendschappelijk                       | 0                                       |
| 7                                       | 02.09.1999                              | Canada – Jamaica                        | 1 – 0                                   | Vriendschappelijk                       | 0                                       |
| 8                                       | 06.10.1999                              | Canada – Cuba                           | 0 – 0                                   | CONCACAF Gold Cup                       | 0                                       |
| 9                                       | 08.10.1999                              | Canada – El Salvador                    | 2 – 1                                   | CONCACAF Gold Cup                       | 0                                       |
| 10                                      | 10.10.1999                              | Canada – Haïti                          | 2 – 1                                   | CONCACAF Gold Cup                       | 0                                       |
| 11                                      | 15.08.2000                              | Mexico – Canada                         | 2 – 0                                   | WK-kwalificatie                         | 0                                       |
| 12                                      | 15.11.2000                              | Canada – Mexico                         | 0 – 0                                   | WK-kwalificatie                         | 0                                       |
| 13                                      | 24.04.2001                              | Egypte – Canada                         | 3 – 0                                   | Vriendschappelijk                       | 0                                       |
| 14                                      | 11.10.2003                              | Finland – Canada                        | 3 – 2                                   | Vriendschappelijk                       | 0                                       |
| 15                                      | 18.11.2003                              | Ierland – Canada                        | 0 – 0                                   | Vriendschappelijk                       | 0                                       |
| 16                                      | 30.05.2004                              | Wales – Canada                          | 1 – 0                                   | Vriendschappelijk                       | 0                                       |
| 17                                      | 16.06.2004                              | Canada – Belize                         | 4 – 0                                   | WK-kwalificatie                         | 0                                       |

## Trainerscarrière
In juni 2009 werd Bircham aangesteld als jeugdtrainer bij zijn oude club Queens Park Rangers. Hij nam samen met Steve Gallen tijdelijk het eerste elftal over na het ontslag van Jim Magilton in december 2009.